# Philippe Guinet
Philippe Guinet (1925) es un botánico francés, maestro de escuela y palinólogo especializado en leguminosas Mimosoideae.

## Algunas publicaciones

### Libros
- philippe Guinet, marta alicia Caccavari de filice. 1992. Pollen Morphology of the Genus Stryphodendron (Leguminosae, Mimosoideae) in Relation to Its Taxonomy. 12 pp.
- ivan Nielsen, tine Baretta-kuipers, philippe Guinet. 1984.  The Genus Archidendron (Leguminosae-Mimosoideae). Opera botanica 76, ISSN 0078-5237 Ed. Council for Nordic Public. in Botany, 120 pp. ISBN 8788702022, ISBN 9788788702026
- philippe Guinet, annick Le Thomas. 1973. Interprétation de la réparition dissymétrique des couches de l'exine dans les pollens composés: Conséquences relatives à la notion d'aperture.

## Reconocimientos
- 1948: Société Botanique de France[3]

## Eponimia
- (Fabaceae) Guinetia L.Rico & M.Sousa[4]